# Christine Baranski
Christine Jane Baranski (ur. 2 maja 1952 w Buffalo) – amerykańska aktorka i producentka telewizyjna. Laureatka nagród Tony i Emmy. W 1996 i 1997 nominowana do Złotego Globu dla najlepszej aktorki drugoplanowej w serialu, miniserialu lub filmie telewizyjnym za rolę Maryann Thorpe w sitcomie CBS Cybill (1995–1998) oraz do dla najlepszej aktorki w serialu dramatycznym jako Diane Lockhart w serialu sądowym CBS Sprawa idealna (od 2017).

## Życiorys

### Wczesne lata
Urodziła się w Buffalo jako córka polskich imigrantów, Virginii O. (z domu Mazurowski) i Luciena Michaela Baranskiego. Jej rodzice pochodzili z Polski i w domu rozmawiali w ojczystym języku. Jej ojciec redagował polonijne gazety, a babcia i dziadek byli aktorami i grali na scenach polskich teatrów. Uczęszczała do katolickiej szkoły średniej przy Villa Maria Academy w Cheektowaga. W 1974 ukończyła wyższą szkołę artystyczną Juilliard School z tytułem bakałarza.

### Kariera
W 1980 debiutowała na deskach off-Broadwayu Playwrights Horizons w przedstawieniu Coming Attractions i Broadwayu w sztuce Hide & Seek, a w 1982 trafiła do Manhattan Theatre Club w spektaklu Sally and Marsha. Za rolę Charlotte w inscenizacji Toma Stopparda Prawdziwa rzecz (The Real Thing) z Glenn Close, Jeremym Ironsem i Peterem Gallagherem, a także jako Chris Gorman w farsie Neila Simona Rumors otrzymała nagrodę Tony.
Zasłynęła rolami komediowymi, jako Katherine Archer w Klatce dla ptaków (The Birdcage, 1996) Mike’a Nicholsa z Robinem Williamsem, Martha May Whovier w Grinch: Świąt nie będzie (2000), Mary Sunshine w musicalu kryminalnym Roba Marshalla Chicago (2002) i Connie Chasseur w czarnej komedii Teda Demme’a Spec (2004), a także jako Tanya Chisham-Leigh w Mamma Mia! (2008) i sequelu Mamma Mia: Here We Go Again! (2018).
W 2008 powróciła na Broadway jako Berthe w komedii Boeing Boeing z Markiem Rylance, Bradleyem Whitfordem, Giną Gershon i Mary McCormack.

## Życie prywatne
15 października 1983 poślubiła aktora Matthew Cowlesa, z którym pozostała w związku małżeńskim do jego śmierci 22 maja 2014 roku. Mają dwie córki: Lily (ur. 1987) i Isabel (ur. 1984).

## Filmografia
- Playing for Time (1980) jako Olga
- Kłopot (Soup for One, 1982) jako blondynka w barze
- Chory z miłości (Lovesick, 1983) jako nimfomanka
- Inny świat (Another World, 1983) jako Beverly Tucker
- Wszystkie moje dzieci (All My Children, 1984) jako Jewel
- Świry (Crackers, 1984) jako Maxine
- Orły Temidy (Legal Eagles, 1986) jako Carol Freeman
- 9 1/2 tygodnia (Nine 1/2 Weeks, 1986) jako Thea
- Druga prawda (Reversal of Fortune, 1990) jako Andrea Reynolds
- Rodzina Addamsów II (Addams Family Values, 1993) jako Becky Martin-Granger
- Mikey i ja (Life with Mikey, 1993) jako Carol
- Apartament (The Night We Never Met, 1993) jako Lucy
- Spotkać białego psa (To Dance with the White Dog, 1993) jako Kate
- Wojna (The War, 1994) jako Miss Strapford
- Spec (The Ref, 1994) jako Connie Chasseur
- Getting In (1994) jako Margaret 'Maggie' Higgs
- Jeffrey (1995) jako Ann Marwood Bartle
- Cybill (1995–1998) jako Maryann Thorpe
- Klatka dla ptaków (The Birdcage, 1996) jako Katharine
- Senator Bulworth (Bulworth, 1998) jako Constance Bulworth
- Dziwna para II (The Odd couple ii, 1998) jako Thelma
- Szkoła uwodzenia (Cruel Intentions, 1999) jako Bunny Caldwell
- Wielka heca Bowfingera (Bowfinger, 1999) jako Carol
- Grinch: świąt nie będzie (How the Grinch Stole Christmas, 2000) jako Martha May Who-vier
- Welcome to New York (2000–2001) jako Marsha Bickner
- Chicago (2002) jako Mary Sunshine
- Guru (The Guru, 2002) jako Chantal
- Happy Family (2003–2004) jako Annie Brennan
- Gwiazdka Eloizy (Eloise at Christmastime, 2003) jako Prunella Stickler
- Eloise z hotelu Plaza (Eloise at the Plaza, 2003) jako Prunella Stickler
- Marci X (2003) jako senator
- Spellbound (2004)
- Witamy w Mooseport (Welcome to Mooseport, 2004) jako Charlotte Cole
- Adopted (2005) jako Judy Rabinowitz
- Tylko Grace (Falling for Grace, East Broadway, 2006) jako Bree Barrington
- Bonneville (2006) jako Francine
- Obcy krewni (Relative Strangers, 2006) jako Arleen Clayton
- Mamma Mia! (2008) jako Tanya
- Brzydula Betty (Ugly Betty, 2009) jako Victoria Hartley
- Teoria wielkiego podrywu (The Big Bang Theory, od 2009) jako dr Beverly Hofstadter
- Świry (Psych, 2009) jako Alice Clayton
- Żona idealna (The Good Wife, 2009–2016) jako Diane Lockhart
- Dorwać byłą (The Bounty Hounter, 2010) jako Kitty Hurley
- Trolle (2016) jako kucharka (głos)
- Sprawa idealna (The Good Fight, 2017–2022) jako Diane Lockhart
- Mamma Mia: Here We Go Again! (2018) jako Tanya
- Pozłacany wiek (The Gilded Age, 2022-) jako Agnes van Rhijn

## Nagrody
- Nagroda Emmy Najlepsza aktorka drugoplanowa w serialu komediowym: 1995 Cybill
- Nagroda Gildii Aktorów Ekranowych Najlepsza aktorka w serialu komediowym: 1996 Cybill
- Najlepszy filmowy zespół aktorski: 1997 Klatka dla ptaków
- Najlepszy filmowy zespół aktorski: 2003 Chicago